# 4-isopropiltoluene
Il 4-isopropiltoluene, o p-cimene (leggi para-cimene), è un idrocarburo, composto aromatico correlato ai monoterpeni presente in molti oli essenziali in particolare in quelli di cumino e timo.
Esistono due isomeri geometrici di posizione meno comuni: o-cimene, in cui i gruppi alchilici sono orto-sostituiti, e m-cimene, in cui sono meta-sostituiti. Il p-cimene è l'unico isomero naturale.
Il p-cimene è un legante comune in composti di coordinazione con il rutenio. Il composto capostipite è il [(η6-cimene)RuCl2]2. Questo composto è preparato facendo reagire il tricloruro di rutenio con il terpene α-fellandrene. È noto anche il composto corrispondente con l'osmio.